# Chlorita nearctica
Chlorita nearctica är en insektsart som beskrevs av Hamilton 1998. Chlorita nearctica ingår i släktet Chlorita och familjen dvärgstritar. Inga underarter finns listade i Catalogue of Life.